# Francisco García Goyena y Alzugaray
Francisco García-Goyena Alzugaray  (Madrid, 14 de mayo de 1859 -1935) fue un jurista y político español.  

## Biografía
Nieto del ilustre jurista Florencio García Goyena, fue, durante el Directorio militar, ministro de Gracia y Justicia entre el 22 de enero de 1924 y el 3 de diciembre de 1925. Entre 1929 y 1930 sería presidente del Tribunal Supremo de España. 
| Predecesor: Ernesto Jiménez Sánchez          | Ministro de Gracia y Justicia 1924 - 1925 | Sucesor: Galo Ponte y Escartín       |
| Predecesor: Rafael Bermejo Ceballos-Escalera | Presidente del Tribunal Supremo 1929-1930 | Sucesor: Antonio Marín de la Bárcena |